# Церковь Спаса Преображения (Стародуб)
Церковь Спаса Преображения (Преображенская церковь) — церковь Каширского благочиния Коломенской епархии Русской православной церкви в селе Стародуб городского округа Кашира Московской области.
Церковь расположена в усадьбе Стародуб.

## История
Первые известия о Стародубе встречается в писцовых книгах XVI века. Первая деревянная церковь во имя святителя Николая Чудотворца была построена в 1575 году Г. М. Оладьиным, у которого здесь были владения. Затем деревянный храм несколько раз перестраивался, а в 1826 году помещицей Александрой Ильиничной Нефедьевой началось строительство существующего ныне каменного храма в честь Преображения Господня. А. И. Нефедьева (1782—1845), дочь генерал-поручика Ильи Нефедьева, владела Стародубом в конце XVIII — начале XIX веков.
Новый однокупольный храм был построен в 1830 году, и в этом же году освящён. До настоящего времени имеет два придела: справа — во имя иконы Всех Скорбящих Радости, слева — во имя Святого Николая Чудотворца. Иконостасы всех трех алтарей были трехъярусными. Прежний деревянный храм с 1830 года был упразднен, но оставался на месте неразобранным до 1850-х годов.
Храм был закрыт в 1930-х годах и разорён. Здание церкви пострадало во время Великой Отечественной войны. После войны оно использовалось под склад местных колхозов и совхозов, вследствие чего, сильно пострадало как снаружи, так и внутри — не сохранились ни настенная роспись, ни резные трехъярусные иконостасы. После распада СССР, в начале 1990-х годов, в аварийном состоянии здание храма было передано вновь образованной общине верующих, и началось его восстановление.
В настоящее время храм действующий. Его настоятелем является иерей Александр Гришин.